# Bacillus anthracis
Bacillus anthracis è un batterio gram-positivo infettivo, agente eziologico del carbonchio ematico nell'animale e dell'antrace nell'uomo.
Fu isolato da Robert Koch, che descrisse per primo le sue caratteristiche nel 1876. Al microscopio ha l'aspetto di grossi bastoncini che si dispongono a catenelle, è aerobio, anaerobio facoltativo, immobile, capsulato e sporigeno. 

## Coltura
Il Bacillus anthracis cresce su normali terreni di coltura arricchiti al sangue (agar-sangue), e forma colonie aggrovigliate, con la tipica forma a caput Medusae, cioè di una massa di capelli disordinata. Si possono distinguere due varianti del batterio a seconda della modalità di formazione delle colonie: l'una ad aspetto rugoso (forma R, rough), l'altra, più virulenta, ad aspetto liscio (forma S, smooth).

## Sporificazione
Il bacillo dell'antrace è in grado di sporificare, producendo spore ovali, subterminali, più piccole del batterio stesso, che quindi non lo deformano. Per la sporificazione è necessaria la presenza dell'ossigeno.
Se un animale morto di carbonchio viene seppellito intero, i bacilli rimasti nel suo sangue e nei suoi organi periscono rapidamente in assenza di ossigeno; viceversa, se l'animale viene fatto a pezzi, e il suo sangue esposto all'aria, i bacilli, in presenza di ossigeno aereo, sporificano. In forma di spore i bacilli sopravvivono fino a 40 anni, e possono essere riportati alla luce da lavori agricoli (aratura) o dai lombrichi del terreno. Una volta all'esterno, sono facilmente ingeriti da altri animali erbivori o inalati.

## Patogenesi
La letalità del Bacillus anthracis è dovuta a due plasmidi, che codificano per i suoi due principali fattori di virulenza: la capsula e la tossina antracitica (o carbonchiosa).
La capsula di B. anthracis non è un polisaccaride, ma un polipeptide, polimero dell'acido D-glutammico.
Per tossina antracitica si intendono in realtà tre diverse proteine: il fattore protettivo PA, il fattore edemigeno EF (un'adenilato ciclasi extracellulare) e il fattore letale LF. Sembrerebbe che il fattore protettivo sia importante per mediare l'ingresso degli altri due fattori nella cellula, dove produrrebbero necrosi ed edema cellulare (cause a livello microscopico della necrosi e dell'edema tissutale tipici della pustola antracitica).
L'eliminazione di uno o di entrambi i plasmidi, rende il ceppo avirulento (su questo principio si basa la costituzione del vaccino di Pasteur, costituito di bacilli inattivati al calore).

## Clinica

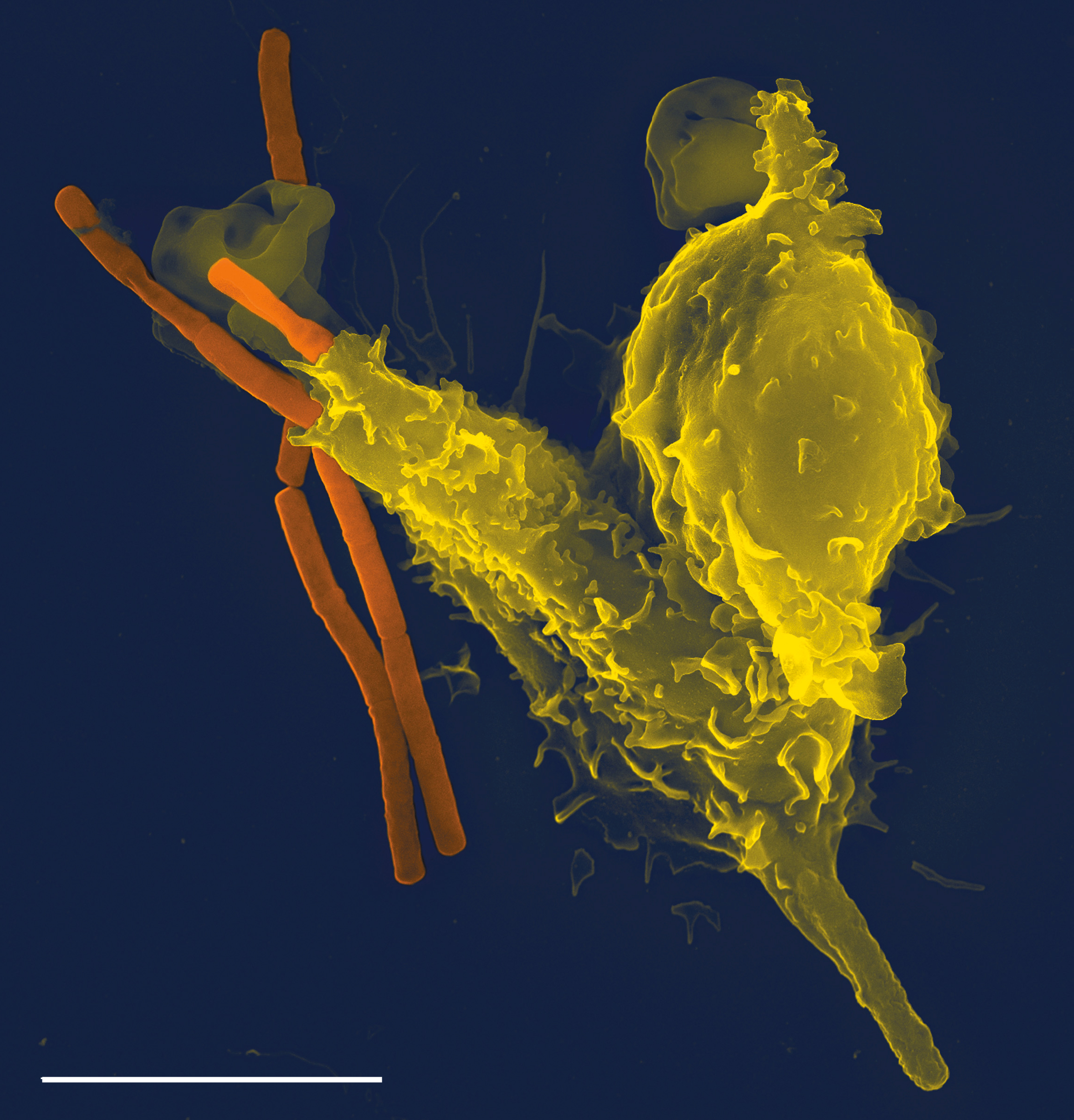
Un granulocita neutrofilo mentre fagocita un Bacillus anthracis.

Il Bacillus anthracis è responsabile di due patologie, distinte soltanto dalla forma clinica assunta: il carbonchio ematico e l'antrace.
Il carbonchio è una patologia degli animali, soprattutto erbivori, causata dall'ingestione o dall'inalazione di bacilli vivi o sporificati. Gli animali affetti presentano febbre alta e vanno incontro rapidamente a morte, presentando all'esame autoptico una milza nerastra (color piceo), fragile e ricchissima di bacilli, e sangue dall'aspetto scuro.
L'antrace è l'equivalente umano del carbonchio. Il contagio uomo-animale è difficile, e ne sono esposti soltanto i pazienti che per lavoro sono a contatto prolungato con gli animali ospiti del batterio o con i loro prodotti, perciò può essere considerata una tipica zoonosi. Il contagio interumano è impossibile. Esistono tre forme della malattia:
- forma cutanea: è la forma di gran lunga più comune, con una mortalità del 20% nei casi non trattati. Si manifesta con una lesione cutanea tipica, che evolve da un ponfo a una papula edematosa, a una pustola (pustola antracitica) fino ad un'escara nerastra, ulcerata nella parte centrale, ricca di bacilli e non dolente. La malattia diventa letale quando i bacilli superano la barriera cutanea e si disseminano nel sangue, causando una grave setticemia.
- forma gastrointestinale: rara, contratta attraverso l'ingestione di carne poco cotta proveniente da animali infetti. Si manifesta con sintomi generici gastrointestinali (nausea, inappetenza, diarrea sanguinolenta), seguiti da febbre alta e dolore addominale intenso.
- forma polmonare: rarissima, presente soltanto in categorie a rischio (cardatori di lana, stracciaioli). Apre il quadro clinico con sintomi tipici di un'influenza (mal di gola, febbre, mialgia); a seguire tosse, dolore al petto e difficoltà di respirazione. Questa forma è, dal punto di vista anatomo-patologico, una linfadenite-mediastinite emorragica, piuttosto che una polmonite vera e propria, e non comporta presenza di bacilli nell'espettorato.

I sintomi in tutte e tre le forme possono manifestarsi entro 7 giorni dal contatto con il batterio, con l'eccezione della forma polmonare che può presentarli a distanza di 7-42 giorni.
La terapia nei confronti del B. anthracis si basa sulla somministrazione di ciprofloxacina, penicillina e tetraciclina, oppure di sulfonamidi e cefalosporine ad ampio spettro in caso di resistenza.

## Diagnosi
I sintomi della malattia (tranne che per la forma cutanea, più specifica) difficilmente consentono una diagnosi sicura. Un metodo più preciso è rappresentato dalla coltura del batterio su agar-sangue, ottenuta seminando il materiale proveniente dai bordi dell'ulcera cutanea, dove vi sono più bacilli. Nel caso della forma polmonare e gastrointestinale, il materiale d'elezione per la coltura è il sangue (emocoltura).

## Epidemiologia
Il carbonchio rappresentava una gravissima malattia degli allevamenti fino a metà Ottocento, che causava i cosiddetti "campi maledetti"; per di più, la sepoltura non idonea degli animali riempiva il terreno di spore di bacilli, che a distanza di anni provocavano nuove epidemie. Questa situazione fu ribaltata dalla scoperta del vaccino contro mutanti non sporificanti ad opera di Pasteur.
Più complesso è il problema dell'antrace umana. Il vaccino esistente contro la malattia non è disponibile al pubblico, a causa della presenza di effetti collaterali; è previsto invece il suo utilizzo per coloro che possono potenzialmente venire a contatto con il batterio, tra cui alcune forze armate statunitensi e il personale di laboratori in cui sono presenti i bacilli.
Nel 2001, negli Stati Uniti, l'antrace è stata associata alla paura diffusa di un attacco bioterroristico, allorché spore di B. anthracis sono state deliberatamente diffuse a mezzo di pacchi e lettere postali contenenti polvere infetta. A seguito di questi avvenimenti, si verificarono negli USA 22 casi di antrace, di cui circa la metà furono mortali.
La gravità della malattia, la capacità di diffusione aerea delle spore e la difficoltà di prevenirla e curarla efficacemente e rapidamente, hanno fatto sì che il CDC statunitense indicasse l'antrace nella categoria A (massima priorità) degli agenti infettivi associati a rischio potenziale d'uso come arma biologica. Il pericolo è tanto più grande per il fatto che la forma polmonare, contratta per inalazione, è considerevolmente più grave.